# سامي مارتن
سامي مارتن (بالإنجليزية: Sammy Martin)‏ هو لاعب كرة قدم أمريكية أمريكي، ولد في 21 أغسطس 1965 في غريتنا في الولايات المتحدة.

## وصلات خارجية
- سامي مارتن على موقع مرجع كرة القدم المحترفة.كوم (الإنجليزية)